# Contea di Albemarle
La contea di Albemarle si trova negli Stati Uniti d'America, nello Stato della Virginia. Il suo capoluogo è Charlottesville.

## Storia
Nel 1744 l'Assemblea Generale della Virginia creò la contea di Albemarle, staccando la parte settentrionale della contea di Goochland. La contea prese il nome da Willem Anne van Keppel, secondo conte di Albemarle, all'epoca governatore della Virginia.
Nel 1761 l'enorme contea venne ulteriormente divisa, creando così le contee di Buckingham e Amherst. Nello stesso periodo, la capitale fu spostata da Scottsville alla città attuale.
Il presidente statunitense Thomas Jefferson nacque nel territorio della contea, a Shadwell, sebbene all'epoca appartenesse ancora alla contea di Goochland.

## Città
L'unica vera città della contea è Shadwell, la vecchia capitale. I principali insediamenti della contea sono: Crozet, Earlysville, Free Union, Keene e Keswick.
Il capoluogo Charlottsville è una città indipendente, per cui formalmente non farebbe parte della contea.

## Amministrazione

### Gemellaggi
- Prato